# Bonjour
Bonjour é uma implementação da Apple de Zero-configuration networking ("Rede com Zero Configuração" em tradução livre, Zeroconf), um grupo de tecnologias que incluem descoberta de serviços, atribuição de endereços e resolução de nomes do servidor. Bonjour localiza dispositivos tais como impressoras, outros computadores e os serviços que estes dispositivos ofereçam em uma rede local usando uma multicast Domain Name System (mDNS).
O software vem por padrão com os sistemas operacionais OS X e iOS da Apple e, nos sistemas GNU/Linux, programas que possuam o plugin adequado, tais como Pidgin e Empathy. Bonjour também pode ser instalado em computadores rodando Microsoft Windows. Os componentes do Bonjour também podem ser incluídos em outros softwares tais como iTunes e Safari.
Após sua introdução em 2002 com o Mac OS X v10.2 como Rendezvous, o software foi renomeado em 2005 para Bonjour por conta do estabelecido na perda da disputa pela marca fora dos tribunais.

## Visão geral
O Bonjour possui um método geral para descoberta de serviços em uma rede local. O software é amplamente utilizado no OS X e permite aos usuários obterem uma rede sem qualquer configuração. Desde 2010 ele é usado para encontrar impressoras e servidores de arquivos.
Exemplos de aplicativos usando Bonjour:
- iTunes para encontrar música compartilhada
- iPhoto para encontrar fotos compartilhadas
- iChat, Adobe Systems Creative Suite 3, Proteus, Adium, Fire, Pidgin, Empathy, Skype, Vine Server, and Elgato EyeTV para compartilhar registros locais com múltiplos clientes
- Gizmo5 para encontrar outros usuários na rede local
- TiVo Desktop para encontrar registros de vídeo digital e bibliotecas de mídia compartilhada
- SubEthaEdit e 'e' para encontrar colaboradores de documento
- Contactizer para encontrar e compartilhar contatos, tarefas e informação de eventos.
- Things & OmniFocus para sincronizar projetos e tarefas através do desktop Mac e o iPad, iPhone ou iPod touch.
- Safari para encontrar servidores locais de web e páginas de configuração de dispositivos locais.
- Asterisk para avisar serviços de telefonia com parâmetros de configuração para VoIP phones e dialers.

Softwares tais como o Bonjour Browser ou iStumbler, ambos para Mac OS X, ou Zeroconf Neighborhood Explorer para Windows, podem ser usados para visualizar todos os serviços declarados por estes aplicativos. O software "Remote" da Apple para iPhone e iPod Touch também usam Bonjour para estabelecer conexão com as bibliotecas do iTunes via Wi-Fi.
O Bonjour funciona somente dentro de um único domínio broadcast, o qual é geralmente uma área pequena, sem configuração especial para DNS. Mac OS X, Bonjour para Windows e AirPort Base Stations podem ser configurados para usar Wide Area Bonjour o qual permite abranger uma área de cobertura maior via uma configuração apropriada do servidor de DNS.
Aplicativos geralmente implementam serviços Bonjour usando chamadas TCP/IP padrão, ao invés de implementá-lo no sistema operacional. Embora Mac OS X utilize vários serviços do Bonjour, o Bonjour também funciona em outros sistemas operacionais. Apple tornou o código fonte do Bonjour multicast DNS responder, o componente "core" do descobridor de serviços, disponível como um projeto Darwin open source. O projeto prove o código fonte para gerar o daemon para uma grande variedade de plataformas, incluindo Mac OS 9, Mac OS X, Linux, *BSD, Solaris, VxWorks, e Windows. Apple também prove um instalador de serviços chamado Bonjour for Windows e as bibliotecas Java. Um certo número de programas usam Zeroconf, incluindo Adobe Systems Creative Suite 3, iTunes, Cerulean Studios' Trillian Pro 3, Ruckus Music Player from Ruckus Network, e o editor de textos e.

## Licença
Bonjour foi lançado sob os termos de uma licença, de restrição de uso da Apple. É um freeware para clientes, embora desenvolvedores e empresas de software que queiram redistribuí-lo como parte de um pacote de software ou usar a logo Bonjour talvez precisem aceitar uma licença. O código fonte do mDNSResponder está disponível sob uma Apache License.

## Outras implementações
Bonjour versão 2.0, lançado em Fevereiro 24, 2010, funciona em Microsoft Windows 2000, 2003, XP, Vista e 7. Sistemas usam ele principalmente para facilitar a instalação, configuração e uso de impressoras on-line, e então funcionar desde o início. Quando Bonjour está completamente implementado no Windows, algumas capacidades—tais como iChat—permitem comunicação entre Windows e Mac OS. Bonjour para Windows também adiciona Zeroconf ao Internet Explorer, e prove implementação Zeroconf aos Java VMs.
Bonjour também vem empacotado em algumas aplicações de terceiros, tais como Adobe Photoshop CS3, para aproveitar-se da vantagem da tecnologia Zeroconf.
Instaladores em sistemas Windows normalmente colocam os arquivos Bonjour em um diretório chamado "Bonjour" dentro do diretório "Program Files". Ele modifica entradas do registro do Windows relacionadas à configuração e operação internas da internet. Bonjour roda como mDNSResponder.exe. Comunicaçoes através da rede são feitas através da porta 5353 UDP, as quais talvez precisem ser reconfiguradas na presença de algum firewall pessoal ou corporativo que bloqueie pacotes Bonjour. Uma instalação completa do Bonjour para Windows incluirá um plug-in para o Internet Explorer, um "passo-a-passo" para a impressora, e os serviços de comunicação instantânea. Nem todos os componentes são incluídos quando é instalado como parte de um aplicativo de terceiro ou como um componente de outro software Apple software tal como o iTunes.
Em Setembro de 2008, duas vulnerabilidades de segurança foram encontradas no Bonjour para Windows.
Certas instalações do Bonjour para Windows não possuem um desinstalador e não mostram uma entrada na lista do Windows services.
Em lançamentos 32 e 64 bits para o Windows 7, alguns antigos, porém ainda disponíveis, versões do Bonjour services podem desabilitar a rede inteira por adicionar uma entrada 0.0.0.0 como gateway padrão.
Os clientes de mensagem instantânea open-source/software livre Pidgin, Kopete, Empathy e Adium suportam o protocolo Bonjour,assim como o cliente (não-GPL) Trillian.